# Promontorium Fresnel

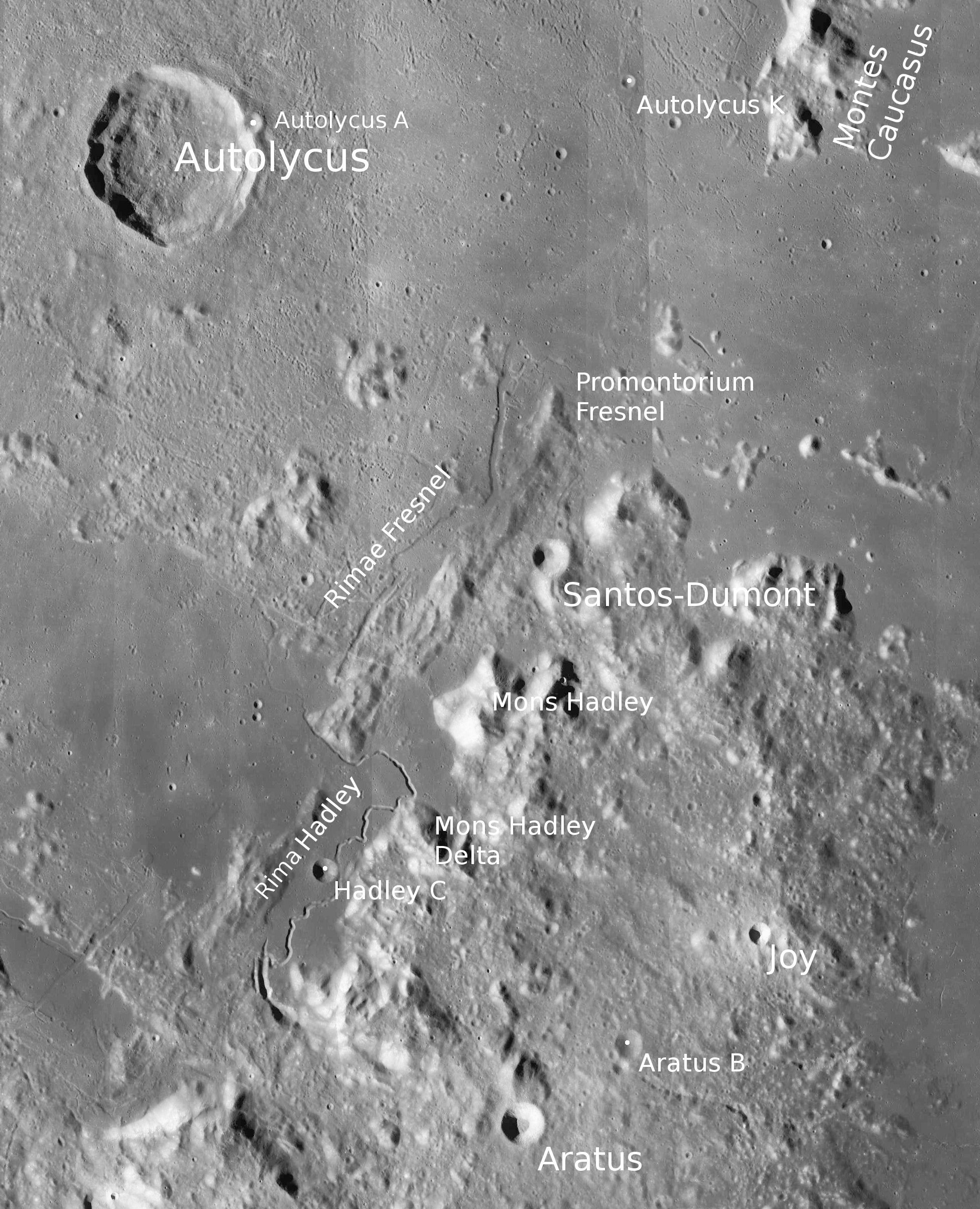
Promontorium Fresnel i okolice na zdjęciu z sondy LRO

Promontorium Fresnel – przylądek na powierzchni Księżyca o średnicy około 20 km. Promontorium Fresnel znajduje się na współrzędnych selenograficznych ☾ 28,63°N 4,75°E/28,630000 4,750000 na północnym krańcu Montes Apenninus na północ od Mons Hadley, na obszarze pomiędzy Mare Imbrium a Mare Serenitatis.
Nazwa grzbietu została nadana w 1935 roku przez Międzynarodową Unię Astronomiczną i pochodzi od Augustina Jeana Fresnela (1788–1827), francuskiego optyka.